# Septemberkonventionen
Septemberkonventionen kallas det fördrag som 15 september 1864 ingicks mellan Frankrike och Italien, och vari bestämdes att Frankrike inom två år skulle utrymma Rom, varefter Italien inte skulle angripa påvens område, inte heller förhindra en reorganisation av hans armé. Därjämte förpliktade sig konung Viktor Emanuel II att inom sex månader flytta sin huvudstad från Turin till Florens, något som då (med orätt) uppfattades som ett tyst avstående från tanken att göra Rom till det nya Italiens huvudstad. Giuseppe Garibaldis angrepp mot Kyrkostaten 1867 föranledde Frankrike att fortfarande hålla trupper där, och efter fransk-tyska krigets början 1870 besatte italienska trupper (20 september 1870) Rom utan hänsyn till septemberkonventionen.